# آلفرد او. سی نیر
آلفرد او. سی نیر (انگلیسی: Alfred O. C. Nier؛ زاده ۲۸ مهٔ ۱۹۱۱ درگذشته ۱۶ مهٔ ۱۹۹۴) یک فیزیک‌دان اهل ایالات متحده آمریکا بود.